# Ponte dell'Amicizia (Brasile-Paraguay)
Il ponte dell'Amicizia (Puente de la Amistad in spagnolo, Ponte da Amizade in portoghese) è un ponte internazionale che attraversa il fiume Paraná ed unisce la città brasiliana di Foz do Iguaçu con quella paraguaiana di Ciudad del Este.
Il ponte forma l'estremità della strada nazionale 2 e l'autostrada federale BR-277.

## Storia
Il trattato per la costruzione dell'infrastruttura fu siglato dai governi di Brasile e Paraguay il 29 maggio 1956, mentre il 14 novembre successivo fu istituita la commissione incaricata della stesura del progetto.
Il ponte fu inaugurato il 27 marzo alla presenza dei capi di Stato brasiliano Humberto de Alencar Castelo Branco e paraguaiano Alfredo Stroessner. La realizzazione dell'opera consentì lo sviluppo economico della cittadina di Foz do Iguaçu e la nascita della città di Puerto Stroessner (Ciudad del Este dal 1989).